# Мемориал Виктории (Лондон)

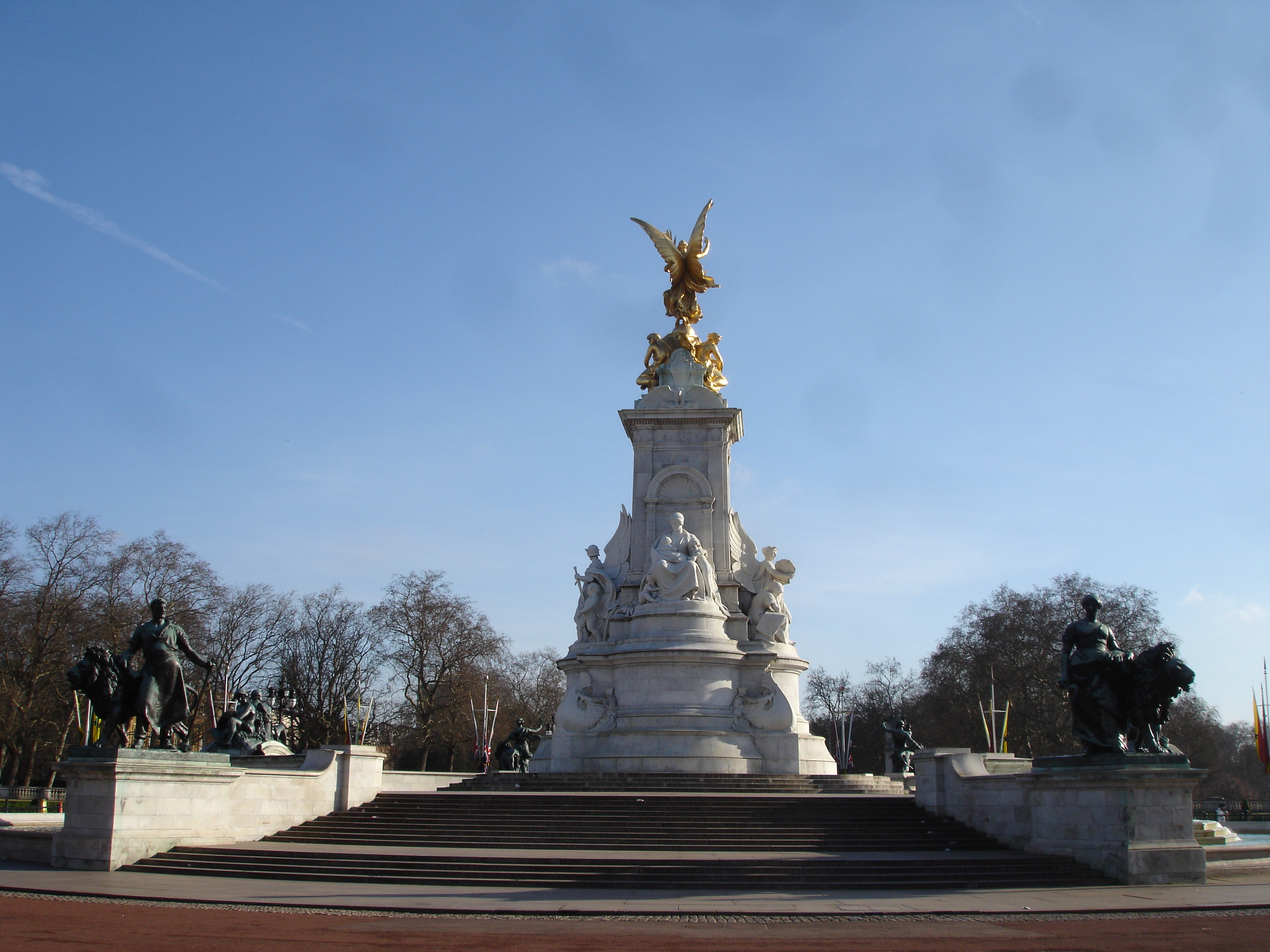
Мемориал Виктории

Мемориал Виктории (англ. Victoria Memorial) — скульптура, расположенная в центре Королевского сада перед Букингемским дворцом, и посвящённая королеве Виктории.
Мемориал был освящён в 1911 году старшим внуком Виктории, Георгом V и его кузеном Вильгельмом II. Скульптором стал сэр Томас Брок. Сам мемориал был завершён в 1914 году с установкой бронзовой статуи.
Пьедестал, построенный по проекту архитектора Астона Уэбба из белого мрамора, весит 2,300 тонн.
Лицо статуи Виктории обращено в северо-восточном направлении, к улице Мэлл. С остальных трёх сторон постамента расположены мраморные статуи Ангела Правосудия (лицом на северо-запад в сторону Грин-парка), Ангела Правды (смотрящий на юго-восток), и Ангела Милосердия, сидящего перед Букингемским дворцом. На вершине стоит Победа, с двумя сидящими фигурами.
Весь мемориал имеет морскую тематику. На нём можно увидеть указывающих на морскую мощь Соединённого Королевства существ - русалок, водяных и гиппогрифов.
Перед Альберт-холлом расположен аналогичный памятник мужу Виктории, Альберту.